# Néphélémétrie
Ne doit pas être confondu avec Néphélométrie.
La néphélémétrie est une technique utilisée pour mesurer les concentrations de protéines sériques par immunoprécipitation. Le sérum dilué est mis en présence d'un antisérum spécifique et le complexe antigène-anticorps antiprotéine précipite sous forme de fines particules permettant une analyse néphélémétrique. La méthode consiste à mesurer l'intensité d'un rayonnement laser diffusé à travers un échantillon pour le relier à une concentration.
La néphélémétrie et la néphélométrie sont deux techniques différentes, mais apparentées par les appareils utilisés.